# Tukaraneus mahabaeus
Tukaraneus mahabaeus là một loài nhện trong họ Araneidae.
Loài này thuộc chi Tukaraneus. Tukaraneus mahabaeus được Alberto Barrion & James A. Litsinger miêu tả năm 1995.